# Classique de Saint-Sébastien 2002
La 22e édition de la Classique de Saint-Sébastien a eu lieu le 10 août 2002 et a été remportée par le Français Laurent Jalabert. Il s'agit de son deuxième succès d'affilée.
La course disputée sur un parcours de 227 kilomètres est l'une des manches de la Coupe du monde de cyclisme sur route 2002.

## Présentation

### Équipes
La Classique de Saint-Sébastien figure au calendrier de la Coupe du monde de cyclisme sur route 2002.
On retrouve un total de 23 équipes au départ, 20 faisant partie des GSI, la première division mondiale, et les trois dernières des GSII, la seconde division mondiale.
| Groupes sportifs I (20)- CSC-Tiscali - Fassa Bortolo - Telekom - Rabobank - Mapei-Quick Step - Lotto-Adecco - iBanesto.com - Cofidis, le Crédit par Téléphone - ONCE-Eroski - US Postal Service - Domo-Farm Frites - Lampre-Daikin - Kelme-Costa Blanca - Tacconi Sport - Euskaltel-Euskadi - Saeco-Longoni Sport - Crédit agricole - AG2R Prévoyance - Gerolsteiner - Phonak Hearing Systems Groupes sportifs II (3)- Alessio - Jazztel-Costa de Almeria - Colchon Relax-Fuenlabrada |
| |

## Classements

### Classement de la course
| \| Classement général \| Classement général \| Classement général \| Classement général \| Classement général \| \| Coureur \| Coureur \| Pays \| Équipe \| Temps \| \| ------------------ \| ------------------ \| ------------------ \| ------------------------------- \| ------------------ \| \| 1er \| Laurent Jalabert \| France \| CSC-Tiscali \| 5 h 47 min 29 s \| \| 2e \| Igor Astarloa \| Espagne \| Saeco-Longoni Sport \| + 0 s \| \| 3e \| Gabriele Missaglia \| Italie \| Lampre-Daikin \| + 0 s \| \| 4e \| Andrei Kivilev \| Kazakhstan \| Cofidis-Le Crédit par Téléphone \| + 0 s \| \| 5e \| Dario Frigo \| Italie \| Tacconi Sport \| + 0 s \| \| 6e \| Danilo Di Luca \| Italie \| Saeco-Longoni Sport \| + 35 s \| \| 7e \| Paolo Bettini \| Italie \| Mapei-Quick Step \| + 35 s \| \| 8e \| Nico Mattan \| Belgique \| Cofidis-Le Crédit par Téléphone \| + 35 s \| \| 9e \| Laurent Dufaux \| Suisse \| Alessio \| + 35 s \| \| 10e \| Guennadi Mikhailov \| Russie \| Lotto-Adecco \| + 41 s \| \| 11e \| Óscar Freire \| Espagne \| Mapei-Quick Step \| + 41 s \| \| 12e \| Mirko Celestino \| Italie \| Saeco-Longoni Sport \| + 41 s \| \| 13e \| Marco Serpellini \| Italie \| Lampre-Daikin \| + 41 s \| \| 14e \| Oscar Camenzind \| Suisse \| Phonak Hearing Systems \| + 41 s \| \| 15e \| Davide Rebellin \| Italie \| Gerolsteiner \| + 41 s \| \| 16e \| Michele Bartoli \| Italie \| Fassa Bortolo \| + 41 s \| \| 17e \| Richard Virenque \| France \| Domo-Farm Frites \| + 41 s \| \| 18e \| Udo Bölts \| Allemagne \| Telekom \| + 41 s \| \| 19e \| Mario Aerts \| Belgique \| Lotto-Adecco \| + 41 s \| \| 20e \| Dmitriy Fofonov \| Kazakhstan \| Cofidis-Le Crédit par Téléphone \| + 41 s \| |                    |            |                                 |                 |
| |                    |            |                                 |                 |
| |                    |            |                                 |                 |
| Classement général |                    |            |                                 |                 |
| Coureur | Coureur            | Pays       | Équipe                          | Temps           |
| 1er | Laurent Jalabert   | France     | CSC-Tiscali                     | 5 h 47 min 29 s |
| 2e | Igor Astarloa      | Espagne    | Saeco-Longoni Sport             | + 0 s           |
| 3e | Gabriele Missaglia | Italie     | Lampre-Daikin                   | + 0 s           |
| 4e | Andrei Kivilev     | Kazakhstan | Cofidis-Le Crédit par Téléphone | + 0 s           |
| 5e | Dario Frigo        | Italie     | Tacconi Sport                   | + 0 s           |
| 6e | Danilo Di Luca     | Italie     | Saeco-Longoni Sport             | + 35 s          |
| 7e | Paolo Bettini      | Italie     | Mapei-Quick Step                | + 35 s          |
| 8e | Nico Mattan        | Belgique   | Cofidis-Le Crédit par Téléphone | + 35 s          |
| 9e | Laurent Dufaux     | Suisse     | Alessio                         | + 35 s          |
| 10e | Guennadi Mikhailov | Russie     | Lotto-Adecco                    | + 41 s          |
| 11e | Óscar Freire       | Espagne    | Mapei-Quick Step                | + 41 s          |
| 12e | Mirko Celestino    | Italie     | Saeco-Longoni Sport             | + 41 s          |
| 13e | Marco Serpellini   | Italie     | Lampre-Daikin                   | + 41 s          |
| 14e | Oscar Camenzind    | Suisse     | Phonak Hearing Systems          | + 41 s          |
| 15e | Davide Rebellin    | Italie     | Gerolsteiner                    | + 41 s          |
| 16e | Michele Bartoli    | Italie     | Fassa Bortolo                   | + 41 s          |
| 17e | Richard Virenque   | France     | Domo-Farm Frites                | + 41 s          |
| 18e | Udo Bölts          | Allemagne  | Telekom                         | + 41 s          |
| 19e | Mario Aerts        | Belgique   | Lotto-Adecco                    | + 41 s          |
| 20e | Dmitriy Fofonov    | Kazakhstan | Cofidis-Le Crédit par Téléphone | + 41 s          |

### Classement UCI
La course attribue des points à la Coupe du monde de cyclisme sur route 2002 selon le barème suivant :
| Position           | 1er | 2e | 3e | 4e | 5e | 6e | 7e | 8e | 9e | 10e | 11e | 12e | 13e | 14e | 15e | 16e | 17e | 18e | 19e | 20e | 21e | 22e | 23e | 24e | 25e |
| Classement général | 100 | 70 | 50 | 40 | 36 | 32 | 28 | 24 | 20 | 16  | 15  | 14  | 13  | 12  | 11  | 10  | 9   | 8   | 7   | 6   | 5   | 4   | 3   | 2   | 1   |